# Ivodea reticulata
Ivodea reticulata är en vinruteväxtart som beskrevs av René Paul Raymond Capuron. Ivodea reticulata ingår i släktet Ivodea och familjen vinruteväxter. Inga underarter finns listade i Catalogue of Life.